# Baryscapus daira
Baryscapus daira är en stekelart som först beskrevs av Walker 1839.  Baryscapus daira ingår i släktet Baryscapus och familjen finglanssteklar. Arten är reproducerande i Sverige. Inga underarter finns listade.